# Глогово
Глòгово е село в Северна България, община Тетевен, област Ловеч. Глогово е признато за село през 1963 г.; до тогава е населена местност „Глогова махала“ от село Градежница.

## География
Село Глогово се намира на около 40 km запад-югозападно от областния център град Ловеч, 7 km северно от общинския център град Тетевен и 55 km юг-югозападно от град Плевен. Разположено е в северните склонове на Васильовска планина, изтеглено по протежение на около 2,5 – 3 km и приблизително направление запад – изток в долината на река Градежница, десен приток на река Вит. В околностите му има находище от черен мрамор.
Надморската височина в центъра на селото е около 494 m. Климатът е умерено-континентален, почвите в землището са преобладаващо лесивирани.
Основното препитание за населението е от отглеждане на фуражни култури, овощарство (сливи), малини, картофопроизводство, овцевъдство, говедовъдство, козевъдство, дърводобив.
Общински път от Глогово на северозапад през село Градежница води до кръстовище с третокласния републикански път III-305, който на североизток има връзка с първокласния републикански път I-4, водещ на запад към връзка с автомагистрала Хемус.
Землището на село Глогово граничи със землищата на: село Галата на север; село Малка Желязна на север и североизток; село Кирчево на югоизток; град Тетевен на юг; село Бабинци на юг и югозапад; село Градежница на запад.
Етническият състав на населението на село Глогово по численост и дял на етническите групи според преброяването през 2011 г. е:
| Етнически групи     | Численост | Дял (в %) |
| Общо                | 1647      | 100       |
| Българи             | 1110      | 67,39     |
| Турци               | 3         | 0,18      |
| Цигани              | 3         | 0,18      |
| Други               | 331       | 20,10     |
| Не се самоопределят | 23        | 1,40      |
| Не отговорили       | 177       | 10.75     |

Към 15 юни 2025 г. в село Глогово има регистрирани: 1609 души по постоянен адрес; 1549 души по настоящ адрес; 1492 души по постоянен и настоящ адрес в същото населено място.
Числеността на населението на село Глогово по данните от преброяванията от 1965 г. насам се променя както следва:
| \| Година на преброяване \| Численост \| \| --------------------- \| --------- \| \| 1965 \| 1226 \| \| 1975 \| 1380 \| \| 1985 \| 1615 \| \| 1992 \| 1616 \| \| 2001 \| 1532 \| \| 2011 \| 1647 \| \| 2021 \| 1491 \| |           |
| Година на преброяване | Численост |
| 1965 | 1226      |
| 1975 | 1380      |
| 1985 | 1615      |
| 1992 | 1616      |
| 2001 | 1532      |
| 2011 | 1647      |
| 2021 | 1491      |

## История
Глогово е махала към село Градешница (Градежница) до 1959 г., след което се обособява като отделно селище и е пълномощничество на град Тетевен. В справки в държавните архиви Глогово се споменава и като село от 1959 г. Официално, село Глогово е създадено при отделяне (от село Градежница) от 12.01.1963 г. с Указ 5 на Президиума на Народното събрание от 05.01.1963 г.
Училище в махала Глогово (село Глогово) – според най-ранните документи, отразяващи дейността му, има от 1924 г. Според спомени на местни жители, първите учебни занятия се провеждат в къщата на Сюлейман Асов Главинов, в две стаи. Първият учител е Станьо Динов от село Брестница. Родителите, чийто деца не посещават училище, са глобявани. През учебната 1937 – 1938 г. учителите са вече четирима. Строежът на двуетажна училищна сграда с общински средства и с активно съдействие на населението започва през 1939 г. и приключва през 1941 г. Прогимназия се открива през учебната 1951 – 1952 г. През 1990 г. училището се преобразува в Основно училище „Христо Ботев“ – село Глогово. В началото на 1990-те години в училището има тринадесет паралелки от I до VIII клас с 259 ученика. Функционират единадесет полуинтернатни групи – шест в начален курс и пет в среден. В училището работят 39 учители и непедагогически персонал. Във връзка с прилагане на 124 ПМС от 27 март 1997 г. са съкратени част от учителите и целият персонал, отговарящ за ученическия стол. Премахнати са полуинтернатните групи. За десет години се забелязва тенденця към намаляване на паралелките, броя на учениците и учителите. В началото на XXI век учениците са 185 в 10 паралелки, а броят на служителите в училището е двадесет и двама.
Читалище „Ариф Дженин“ в Глогово е основано през 1961 г. То приема името на Ариф Дженин, единственият партизанин от селото, загинал през 1944 г. край село Батулия, Софийско.

## Обществени институции
Село Глогово към 2025 г. е център на кметство Глогово.
В село Глогово към 2025 г. има:
- читалище „Ариф Дженин-1961“;[17][18]
- действащо общинско основно училище „Христо Ботев“;[19]
- Целодневна детска градина Изгрев;[20]
- пощенска станция.[21]

## Културни и природни забележителности
- В околностите на село Глогово се намира Градешнишката пещера (Рушова пещера).[3][22]
- Панорамната площадка „Куката“ е разположена на скалите на около километър северно от село Глогово. Изградена е със средства на местни жители.[23]

- Село Глогово попада в защитените зони: Васильовска планина[24] и Централен Балкан - буфер[25].

## Редовни събития
На 26 и 27 юни е съборът на селото.